# Norton Disney
Norton Disney è un villaggio e parrocchia civile dell'Inghilterra, appartenente alla contea del Lincolnshire.